# Медовичка малаїтська
Медови́чка малаїтська (Myzomela malaitae) — вид горобцеподібних птахів родини медолюбових (Meliphagidae). Ендемік Соломонових Островів.

## Поширення і екологія
Малаїтські медовички є ендеміками острова Малаїта. Вони живуть у вологих гірських і рівнинних тропічних лісах і на узліссях, а також в садах. Зустрічаються на висоті від 1000 до 2000 м над рівнем моря.

## Збереження
МСОП класифікує стан збереження цього виду як близький до загрозливого. Малаїтські медовички є рідкісним видом птахів, яким загрожує знищення природного середовища.